# David Zdrilic
David Zdrilic est un footballeur australien né le 13 avril 1974 à Sydney. Il évolue au poste d'attaquant.
Il a participé à la Coupe des confédérations 2001 avec l'équipe d'Australie.

## Sélections
- 30 sélections et 21 buts avec l'équipe d'Australie de 1997 à 2005.

## Palmarès
- Vainqueur de la Coupe d'Océanie en 2000 et 2004 avec l'Australie
- Vainqueur de la Ligue des Champions de l'OFC en 2005 avec le Sydney FC
- Champion d'Australie (A-League) en 2006 avec le Sydney FC
- Meilleur buteur de la NSL (National Soccer League) lors de la saison 1996-1997 avec 21 buts

## Carrière entraîneur
- depuis juil. 2024 :  Perth Glory FC